# Melvin Schwartz
Melvin Schwartz (Nova York, 1932 - Twin Falls 2006) fou un físic i professor universitari estatunidenc guardonat amb el Premi Nobel de Física l'any 1988 pels seus estudis sobre el neutrins.

## Biografia
Va néixer el 2 de novembre de 1932 a la ciutat nord-americana de Nova York. Inicià els seus estudis de física a la Universitat de Colúmbia, on es llicencià l'any 1953 i es doctorà el 1958 sota la direcció del Premi Nobel Isidor Isaac Rabi. Aquell mateix any fou nomenat professor auxiliar de la Universitat de Colúmbia, d'on esdevingué professor titular el 1963.

## Recerca científica
Inicià la seva recerca al voltant del neutrí gràcies a investigacions prèvies del Nobel Tsung-Dao Lee. Al costat deLeon Max Lederman i Jack Steinberger va desenvolupar un mètode de detecció dels neutrins que va permetre demostrar la doble estructura dels leptons. Aquest descobriment va permetre als teòrics elaborar un esquema, conegut com a model estàndard, per la classificació de totes les partícules elementals. Els neutrins són unes partícules subatòmiques que no tenen càrrega elèctrica ni pràcticament massa. Es produeixen de manera natural en alguns processos de desintegració radioactiva, però en nombre tan escàs i amb trajectòries tan disperses que els fa de poca utilitat en la investigació. D'aquí l'interès d'aquests científics per augmentar la probabilitat estadística de les seves interaccions, amb la creació d'un feix amb desenes de bilions de neutrins i la seva projecció sobre la matèria sòlida a través d'un detector.
El 1966 abandonà la Universitat de Colúmbia per acceptar un treball a la Universitat Stanford, on va poder treballar en l'accelerador de partícules lineal investigant sobre l'asimetria de la càrrega en el decaïment dels kaons neutres. Així mateix va treballar en un projecte que va produir i detectar hidrogen relativista en les partícules pió i muó.
El 1988 fou guardonat amb el Premi Nobel de Física, juntament amb Leon Max Lederman i Jack Steinberger, pels seus treballs al voltant del neutrí.
El 28 d'agost de 2006 mor a Twin Falls, a l'estat nord-americà d'Idaho malalt de malaltia de Parkinson i hepatitis C.